# 18 frimaire
18 brumaire 18 nivôse
L'octidi 18 frimaire, officiellement dénommé jour du lierre, est le 78e jour de l'année du calendrier républicain.
C'était généralement le 8e jour du mois de décembre dans le calendrier grégorien.